# Route départementale 42 (Yvelines)
Pour les articles homonymes, voir Route 42 et D42.
La route départementale 42 ou D42, est une petite route du département français des Yvelines dont l'essentiel du tracé est d'intérêt local.
Commençant sur la commune de Neauphle-le-Vieux au droit de la route départementale 11 (Saint-Cyr-l'École - Bréval), elle se termine dans Septeuil à la jonction avec cette départementale après un tracé en arc de cercle, orienté d'abord vers l'ouest-nord-ouest jusqu'à Orgerus puis vers le nord-nord-ouest tandis que la D11, entre ces deux extrémités, a un tracé beaucoup plus rectiligne axé sud-est - nord-ouest. Excepté dans la traversée de Garancières, la circulation y est pour le moins fluide à toute heure.

## Itinéraire
Dans le sens est-nord, les communes traversées sont :
- Neauphle-le-Vieux : à l'extrémité nord-est de la plaine de Montfort et en direction de l'ouest, la D42 commence dans le village au carrefour avec la route départementale 11, devant l'église, puis emprunte la rue de la Libération ; un petit carrefour, en sortie de village, voit le début de la route départementale 34 qui mène, vers le sud, à Coignières ;
- Vicq : avec le nom de chemin de Septeuil à Neauphle-le-Vieux, la route traverse le sud du village puis, au sud du hameau de La Bardelle, croise la route départementale 76 (Auteuil - Montfort-l'Amaury) ;
- Boissy-sans-Avoir : la route traverse le village avec le nom de rue de la Mairie puis celui de rue des Lierres ;
- Garancières : la départementale longe le nord du hameau du Breuil puis prend le nom de route du Breuil et, en pénétrant dans le village, celui de rue Louis Bellan ; un carrefour marque le début, vers le sud, de la route départementale 155 vers La Queue-lez-Yvelines et, au-delà, vers le sud-ouest, Montfort-l'Amaury et Les Mesnuls ; la D42 connaît alors un passage difficile (avec des chicanes à priorités) avec les noms de rue du Général Leclerc puis de rue Noël Benoist ; c'est d'ailleurs à l'angle droit que font ces rues que le tracé de la départementale s'oriente plus franchement vers le nord-ouest ; la traversée du village marque également la fin de la plaine de Montfort-l'Amaury et le début du plateau du Mantois ;
- Béhoust : la D42 traverse le village d'est en ouest en passant devant le château ;
- Orgerus : après le passage devant un petit parc d'activités avec le nom de rue de la Vallée Jean Leloup, la départementale devient Grande Rue pour traverser le village et se confondre, sur environ 400 mètres, avec la route départementale 45 qui mène, vers le nord-est, à Flexanville et Orgeval et, vers le sud-ouest, à Tacoignières et Richebourg et sortir du village avec le nom de rue de la Jouannerie puis celui de rue de Moyencourt ;
- Prunay-le-Temple : la D42 traverse l'extrémité nord-est du territoire communal ;
- Septeuil : La route pénètre dans le village avec le nom de rue de l'Yveline et se termine non loin du centre du village, à l'abord de la route départementale 11 qui vient également de Neauphle-le-Vieux et continue son tracé vers Bréval.